# Joseph Paul Franklin
Joseph Paul Franklin nacido con el nombre de James Clayton Vaughn Jr. (13 de abril de 1950 - 20 de noviembre de 2013) fue un asesino en serie estadounidense. Fue declarado culpable de varios asesinatos y le fueron dadas seis cadenas perpetuas, así como una sentencia de muerte. Confesó el intento de asesinato de dos hombres prominentes: del editor de revistas Larry Flynt en 1978 y del activista por los derechos civiles Vernon Jordan Jr. en 1980, ambos sobrevivieron a sus heridas, pero Flynt quedó paralizado permanentemente de la cintura para abajo. Franklin no fue condenado en cualquiera de esos casos.
Franklin estuvo en el corredor de la muerte durante 15 años en espera de ejecución en el estado de Misuri por el asesinato de Gerald Gordon ocurrido en 1977. Fue ejecutado mediante una inyección letal el 20 de noviembre de 2013.

## Primeros años de su vida
Franklin nació el 13 de abril de 1950 como James Clayton Vaughn en Mobile, Alabama, en una familia pobre. Sufrió graves abusos físicos cuando era niño. Ya en la escuela secundaria se había interesado por primera vez en el cristianismo evangélico, y a continuación por el nazismo, y más tarde celebró sus membresías del Partido Nacional Socialista Popular Blanco y del Ku Klux Klan y hasta cambió su nombre por el de Joseph Paul Franklin en honor a Paul Joseph Goebbels, ministro de la propaganda nazi de Adolf Hitler, y del científico Benjamin Franklin. En la década de 1960, Franklin se sintió motivado a comenzar una guerra racial después de leer Mi lucha (Mein Kampf). "Nunca he sentido lo mismo por cualquier otro libro que he leído", contó él. "Había algo sobrenatural en ese libro".

## Crímenes
Durante gran parte de su vida, Franklin fue un vagabundo, vagando hacia arriba y abajo de la costa este de Estados Unidos en busca de oportunidades para "limpiar el mundo" de las personas que él consideraba inferiores, especialmente los negros y los judíos. Su principal fuente de apoyo financiero parecía ser proveniente de robos de bancos. Completaba sus ingresos con donaciones a los bancos de sangre, lo que finalmente llevó a su posterior captura por el FBI.
1977:
- 7 de agosto de 1977: Franklin atacó a una joven pareja interracial, Alphonse Manning, Jr. y Toni Schwenn, en un estacionamiento en el centro comercial East Towne Mall en Madison, Wisconsin. Fue declarado culpable en 1986 de dos cargos de asesinato en primer grado y recibió dos cadenas perpetuas consecutivas.

- 8 de octubre de 1977: en los suburbios de San Luis, Misuri, Franklin se escondió entre los arbustos cerca de una sinagoga y disparó contra un grupo que asistían a los servicios. En este incidente, Franklin mató a Gerald Gordon de 42 años de edad. Por este hecho Franklin fue condenado a muerte en febrero de 1997.

1978:
- 6 de marzo de 1978: Franklin utilizó un rifle semiautomático Ruger calibre .44 para emboscar al editor de la revista Hustler, Larry Flynt y su abogado Gene Reeves en Lawrenceville, Georgia. En su confesión, Franklin dijo que el ataque había sido una represalia por una edición de Hustler mostrando sexo interracial.

- 29 de julio de 1978: Franklin se escondió cerca de un restaurante de Pizza Hut en Chattanooga, Tennessee y le disparó y mató a Bryant Tatum, un hombre negro, con una escopeta calibre 12; también disparó a la novia blanca de Tatum, Nancy Hilton, que sobrevivió. Franklin confesó y se declaró culpable, siendo condenado a cadena perpetua, así como una condena por un robo armado sin relación a este caso en 1977.

1979:
- 12 de julio de 1979: En uno de los restaurantes de Taco Bell, Harold McIver (27), un joven negro, fue tiroteado fatalmente por una ventana a 150 yardas (140 m) en Doraville, Georgia. Franklin confesó, pero no fue juzgado ni condenado por este crimen. Franklin dijo que McIver estaba en estrecho contacto con mujeres blancas, por lo que lo asesinó.

1980:
- 29 de mayo de 1980: Franklin (según él) disparó e hirió gravemente al activista afroamericano de derechos civiles y presidente de la Liga Urbana Vernon Jordan Jr. después de verlo con una mujer blanca en Fort Wayne, Indiana. Franklin inicialmente negó cualquier participación en el crimen y fue absuelto, pero más tarde confesó.

- 8 de junio de 1980: Franklin confesó haber matado a los primos Darrell Lane (14) y Dante Evans Brown (13) en Cincinnati, Ohio. Él estaba esperando en un paso elevado para disparar a una pareja mestiza, pero le disparó a los chicos negros en su lugar. Fue condenado en 1998 y recibió dos condenas a cadena perpetua por estos asesinatos.

- 15 de junio de 1980: Franklin disparó y mató a Arthur Smothers (22) y Kathleen Mikula (16) con un rifle de alto poder mientras la pareja cruzaba el puente de Washington Street en Johnstown, Pensilvania. Smothers era negro; Mikula era blanca. El día del asesinato, Franklin tomó una posición oculta en una ladera boscosa con vista al centro de Johnstown y esperó a que posibles objetivos entraran en su línea de visión. Nunca fue arrestado por estos asesinatos, pero los confesó durante una entrevista en la cárcel después de ser detenido.

- 25 de junio de 1980: Franklin utilizó una pistola Ruger .44 para matar a dos autoestopistas, Nancy Santomero (19) y Vicki Durian (26), en el condado de Pocahontas, Virginia Occidental. Él confesó el crimen en 1997 a un asistente fiscal de Ohio en el curso de la investigación en otro caso; él dijo que él recogió a las jóvenes blancas y decidió matarlas después de que una de ellas dijo que tenía un novio negro. Jacob Beard de la Florida, fue condenado y encarcelado injustamente por estos cargos en 1993. Fue liberado en 1999 y se ordenó un nuevo juicio basado en la confesión de Franklin.

- 20 de agosto de 1980: Franklin mató a dos hombres negros, Ted Fields y David Martin, cerca de Liberty Park, ubicado en Salt Lake City, Utah. Fue juzgado por cargos federales de derechos civiles, así como de cargos estatales de asesinato en primer grado.[8]

## Ejecución
Franklin fue ejecutado en un Centro Correccional de Bonne Terre, Misuri, el  miércoles 20 de noviembre de 2013. La ejecución comenzó a las 6:07 p. m. (CST) y fue declarado muerto a las 6:17 p. m. (CST). Su ejecución fue la primera inyección letal en Misuri en usar pentobarbital sola en vez del convencional cóctel de tres fármacos.
Se le administraron 5 g del barbitúrico pentobarbital. Diez minutos después fue declarado muerto.
Tres testigos dijeron a los medios que Franklin no parecía expresar dolor. Él no hizo ninguna declaración final escrita y no habló una palabra en la cámara de la muerte. Después de la inyección, parpadeó un par de veces, respiró con dificultad un par de veces, y tragó saliva, su pecho agitado se desaceleró, y finalmente se detuvo, dijeron los testigos.